# Braunsberg (Rheinsberg)
Braunsberg ist ein Ortsteil der Stadt Rheinsberg im Landkreis Ostprignitz-Ruppin (Brandenburg). Das mittelalterliche Dorf war im 14./15. Jahrhundert wüst gefallen. Anfang des 16. Jahrhunderts war es neu aufgebaut worden. Dieses Dorf wurde im Dreißigjährigen Krieg völlig zerstört. Erst 1699 wurde das Dorf erneut durch pfälzische und französische Kolonisten aufgebaut.

## Geographie
Braunsberg liegt etwa 6,5 km südwestlich von Rheinsberg und rund 14 km nordnordöstlich von Neuruppin. Die Gemarkung grenzt im Norden an die Gemarkung von Zühlen und die Stadtmarkung von Rheinsberg, im Osten an die Gemarkung von Heinrichsdorf und die Gemarkung von Zechow, im Süden an die Gemarkung von Schwanow und die Stadtmarkung von Neuruppin und im Westen an die Gemarkung von Gühlen-Glienicke (früher an Gemarkung Binenwalde). Der Ort ist über kleinere Straßen von Rheinsberg, Zühlen, Binenwalde und Schwanow zu erreichen. Auf der Gemarkung sind keine Fließgewässer. Im südöstlichen Rand des Ortskerns nahe der Straße nach Schwanow liegt ein kleiner Teich, zwei sehr kleine Teiche sind im Ortsbereich. Der Ort liegt auf 78 m ü. NHN, der höchste Punkt der Gemarkung bei 96 m ü. NHN. Die tiefsten Stellen liegen bei etwa 78 m ü. NHN.

## Geschichte
Der Ort wird 1524 erstmals urkundlich genannt. Damals war Braunsberg eine wüste Feldmark. Auf dem westlichen Teil der wüsten Feldmark Braunsberg wurde 1753 die Kolonie Binenwalde angelegt und das Areal von Braunsberg abgetrennt. Das Historische Ortslexikon beschreibt die Dorfstruktur von Braunsberg als breites, unregelmäßiges Straßendorf mit großem Dorfpfuhl inmitten der Straße. In neuerer Zeit hat sich die Bebauung entlang der nach Süden abknickenden Straße nach Tornow fortgesetzt bzw. verdichtet. Elżbieta Foster leitet den Namen von einem mittelniederdeutschen Vornamen Brun ab, also Ort (an/auf einem Berg) eines Brun. Sie bemerkt aber, dass die Bildung eines Ortsnamens mit der Silbe -berg doch ungewöhnlich ist.
Das im Zuge der deutschen Ostsiedlung angelegte Dorf fiel im 14./15. Jahrhundert wüst. Genaue Zeit und Ursachen der Aufgabe des Dorfes sind mangels Urkunden nicht bekannt. Zum Zeitpunkt der Erstnennung war Braunsberg eine wüste Feldmark.

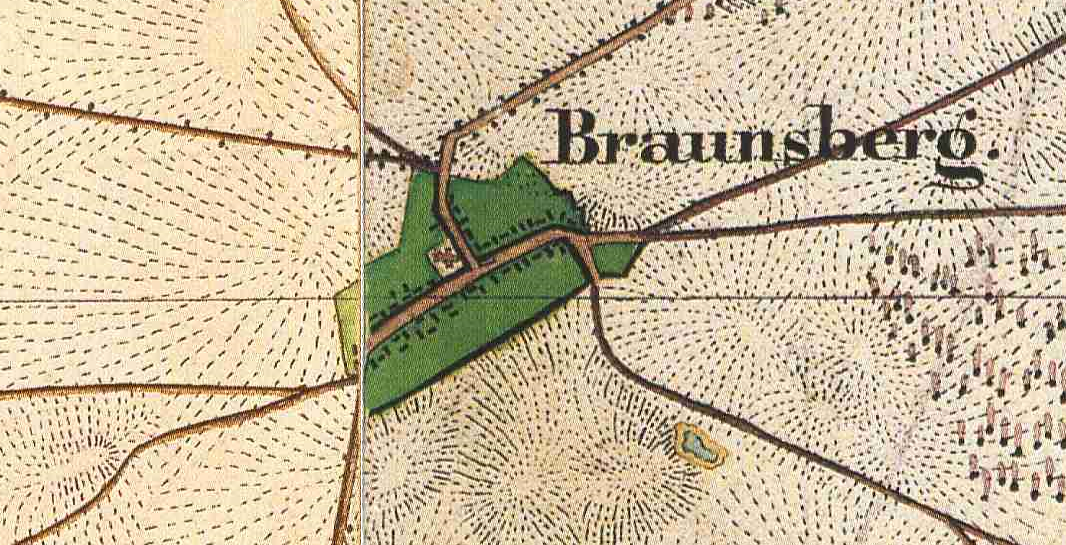
Braunsberg auf den Urmesstischblättern 2942 (Zühlen) und 2943 (Rheinsberg) von 1825

## Dasneue Dorfvon 1540
1540 war die Feldmark wieder besiedelt worden; in einer Urkunde wird Braunsberg als neues Dorf bezeichnet. In diesem neuen Dorf lebten der Schulze, neun Bauern und ein Kuhhirt; es war auch ein Krug vorhanden. Eigentümer und Initiatoren der Neugründung waren die von Lohe, die schon vorher Nutznießer der wüsten Feldmark waren. 1580 nutzten auch ein Pachtschäfer und ein Hirte die Feldmark. 1624 gehörte Braunsberg immer noch der Familie von Lohe, im Dorf waren 14 Hüfner, 6 Kossäten, ein Pachtschäfer, ein Hirt und ein Hirtenknecht ansässig. Auf der Feldmark waren 30 Hufen. Zum Rittersitz der von Lohe gehörten zwei Ritterhufen (freie Hufen), die den von Lohe 1620 freigewilligt worden waren. Auch ein Kossät gehörte zum Rittergut der von Lohe.
Im Dreißigjährigen Krieg wurden das Dorf und das Rittergut 1627 völlig niedergebrannt. Die Bauern und Kossäten verließen das Dorf oder waren gestorben. Auch 1652 waren Dorf und Rittergut noch nicht wieder aufgebaut. Der Landreiter berichtete: In Braunsberge. Joachim von Lohe gehörig, ist in vielen Jahren kein Mensch gewesen und anno 1627 von den Kayserlichen ganz abgebrannt und bis dato wüste. Vor der Zeit haben darin gewohnet 14 Hüfner und 6 Cossaten. Der Rittersitz steht noch, aber ist ganz ruinieret und neiget sich zum Fall. 1675 wurde das Rittergut durch die Schwedische Invasion erneut in Mitleidenschaft gezogen.
1677 versuchte der Fiskus bereits, das Gut der Familie von Lohe zu kaufen. 1676 wurde das Gut schon mal taxiert. Allerdings kam es wohl doch nicht zum Verkauf. 1687 war das Gut zwar wieder in Betrieb, das Dorf war immer noch wüst. Das Gut hatte eine jährliche Aussaat von 3 Wispel 12 Scheffel Wintergetreide und 2 Wispel 1 Scheffel Sommergetreide. Allerdings wurden nur zwei Felder besät. Der Acker war mittelmäßig, erbrachte aber immerhin das vierte Korn. Es war gute Weide vorhanden, die etwas Viehzucht erlaubte. Es gab aber keine Wiesen. In den Wäldern gab es Eichen und Buchen, sodass etwas Schweinemästung möglich war. Fischerei war nicht möglich, dafür gab es genügend Brennholz. Theoretisch gab es 30 Hufen, von denen zwei steuer- und abgabenfrei waren (freigewilligt). Nach Bratring fiel das Rittergut Braunsberg 1696 dem Kurfürsten anheim und wurde dem Amt Alt Ruppin unterstellt. 1698 bestanden der Schulzenhof und der Krug. Es wurden nur 250 Schafe gehalten, die meisten Weiden waren völlig verwachsen. Auch wurden nur 10 Kühe gehalten statt der möglichen Anzahl von 30 Kühen, weil es an Wiesen und Heu fehlte.

## Das neue Dorf der pfälzischen und französischen Kolonisten (1699)
1699 wurde das Dorf mit 12 Familien von pfälzischen und französischen Kolonisten neu besiedelt. Der Lehnschulze und 12 Bauern besaßen 28 Hufen, dazu kamen noch zwei Pfarrhufen.
1713 wurde am Nordufer des Kalksees noch auf der Feldmark von Braunsberg ein Kalkofen eingerichtet. In dem Kalkofen wurden sogenannte Wiesenkalke gebrannt. Dieser Teil der Gemarkung wurde 1753 abgetrennt und der Kolonie Binenwalde zugewiesen. 1716 wohnten elf Hufenbauern und ein Kuhhirt ohne Vieh im Dorf. Er hütete das Vieh der Hufenbauern. Für die 28 Hufen war ein Grundzins von 6 Groschen pro Hufe an das Amt zu entrichten. 1722 waren sogar 13 Bauern, zwei Häuslinge und ein Schäfer im Dorf ansässig. Bei den (reicheren) Bauern waren sogar schon sieben Knechte und eine Magd in Diensten. Insgesamt wohnten schon 94 Menschen in Braunsberg.
1723 befand sich eine Brauerei in Braunsberg. 1737 bat der Braukrüger Niquet um Herabsetzung des Zapfenzinses. 1740 wurden die alte Pottaschehütte und die zugehörigen Gebäude zu Braunsberg an die verwitwete Försterin Schott verkauft. 1749 war Braunsberg von einer schweren Viehseuche betroffen.
1764 wurde Braunsberg vom Amt Alt Ruppin abgetrennt und dem Amt Zechlin zugewiesen. Interessanterweise hatte Braunsberg zwei Schulzen, einen Lehnschulzen und einen Setzschulzen. Der Lehnschulze bewirtschaftete vier Hufen, der Setzschulze zwei Hufen wie die anderen elf Vollbauern. Weiter wohnten zehn Büdner im Ort. Die Pfarre war schon aufgebaut, ebenso die Küsterei. Außerdem gab es Hirtenwohnungen. Insgesamt standen 26 Wohngebäude, 14 Scheunen, 28 Ställe und acht Nebenhäuser in Braunsberg. 1783 kam es zu Hütungsstreitigkeiten zwischen der Gemeinde Braunsberg und der Kämmerei zu Neuruppin. Im selben Jahr wurde eine französisch-reformierte Schule in Braunsberg eingerichtet.
Johann Ernst Fabri schrieb Braunsberg 1797 als königliches Dorf mit 27 Feuerstellen. Es hatte 1767 165 Einwohner und 1785 211 Einwohner.
Die Aussaat betrug 1796 16 Wispel 8 Scheffel Roggen, 4 Wispel 16 Scheffel Gerste, 11 Wispel 20 Scheffel Hafer, 20 Scheffel Erbsen, 18 Wispel 8 Scheffel Kartoffeln, 5 Wispel 12 Scheffel Buchweizen und 15 Scheffel Leinsamen. 29 Morgen Acker waren mit Tabak bepflanzt und 8 Morgen mit Klee. Die Weide war damals schlecht, und Wiesen fehlten völlig. Der Viehbestand war für das große Dorf mit 28 Pferden, 147 Stück Rindvieh, 692 Schafen und 119 Schweine vergleichsweise gering. Ein kleiner Buchenwald konnte den Brennholzbedarf kaum decken. Die jährlichen Abgaben betrugen 48 Reichstaler 22 Groschen Kontribution, 26 Reichstaler 14 Groschen Kavalleriegeld und 4 Reichstaler 21 Groschen Metzkorngeld. Die 31 Feuerstellen (Wohngebäude) waren mit 11.700 Talern versichert. Unter den 251 Einwohnern im Jahr 1798 befanden sich 10 Büdner, 19 Einlieger, ein Schäfer, drei Leinweber und ein Schneider. Die Zahl der Dienstboten gibt Bratring mit 42 an. Bratring vermerkte damals, dass nur noch wenige Französisch verstehen konnten.
1801 beschreibt Friedrich Wilhelm Bratring das Dorf wie folgt: Dorf, 1699 mit Pfälzern und Franzosen etablirt. Ein Lehnschulze, 12 Ganzbauern, 10 Büdner, 22 Einlieger, Krug. Es hatte 31 Feuerstellen (Wohngebäude) und 257 Einwohner. Die Feldmark war in 28 Hufen eingeteilt. Braunsberg stand damals unter dem Amt Zechlin.
1805 kam es zu Überschwemmungen in Braunsberg. 1810 wurden Braunsberg, Dierberg und Zechow von schweren Unwettern mit Hagel getroffen; für die Hagelschäden wurden die drei Gemeinden entschädigt. 1816 war Braunsberg erneut von einer Überschwemmung betroffen. 1837 wurde das Hütungsrecht des Erbzinsgutes Binenwalde auf der Feldmark Braunsberg abgelöst.
1840 wurden 40 Wohngebäude gezählt. 1860 zählte man drei öffentliche Gebäude, 45 Wohngebäude und 67 Wirtschaftsgebäude in Braunsberg. Die Gesamtfläche Braunsbergs addierte sich auf 4.145 Morgen, davon 7 Morgen Gehöfte, 50 Morgen Gartenland, 3983 Morgen Acker und 105 Morgen Wald. Der Viehstand betrug 31 Pferde, 128 Stück Rindvieh und 856 Schafe. Die Polizeiverwaltung lag beim Amt Zechlin.
1871 gab es 41 Wohngebäude in Braunsberg. Bis 1881 war etwa 500 Meter westlich des Ortskerns und etwas nördlich der Straße von Braunsberg nach Binenwalde eine Windmühle errichtet worden. 1891 gab es 14 größere Grundbesitzer in Braunsberg, der Schulze (mit 76 Hektar Grund), zwei Bauern und Gastwirte (81 und 42 Hektar), zehn Bauern (mit 93, 88, 78, 71, 70, 70, 68, 64, 57 und 52 Hektar) sow den Kantor mit 6,5 Hektar. Im Jahr 1900 standen 60 Wohnhäuser in Braunsberg.
| Jahr      | 1722 | 1767 | 1787 | 1798 | 1801 | 1817 | 1840 | 1858 | 1867 | 1875 | 1895 | 1910 | 1925 | 1939 | 1946 | 1950 | 1964 | 1971 | 1981 | 1991 | 2002 | 2023 |
| Einwohner | 94   | 165  | 211  | 251  | 257  | 275  | 249  | 370  | 352  | 307  | 314  | 308  | 287  | 298  | 357  | 324  | 228  | 197  | 170  | 165  | 181  | 152  |

In der Bodenreform von 1946 wurden nur 3 ha enteignet und an zwei Siedler verteilt. 1953 bildete sich eine erste LPG vom Typ I (LPG Typ I Freiheit) mit sieben Mitgliedern und 69,47 ha landwirtschaftlicher Nutzfläche. 1954 folgte die Umwandlung der LPG vom Typ I in den Typ III. Bis 1960 war eine weitere LPG vom Typ I mit 27 Mitgliedern gegründet worden, die 240,05 Hektar Land bewirtschaftete. Die LPG Typ III Freiheit hatte inzwischen 45 Mitglieder und bewirtschaftete 343,35 Hektar Fläche. 1971 waren die beiden LPGn vereinigt worden und bewirtschafteten nun zusammen 623 Hektar Nutzfläche.

## Kirchliche Zugehörigkeit
Das ältere, 1540 aufgebaute Dorf wurde vom Pfarrer in Zühlen versehen. Das neuere, 1699 aufgebaute Dorf erhielt eine französisch-reformierte Pfarrerstelle. Die Deutsch-Reformierten in Braunsberg bildeten ein Filialkirche zur Pfarrei Linow. Zur Pfarre in Braunsberg gehörten zwei Pfarrhufen.

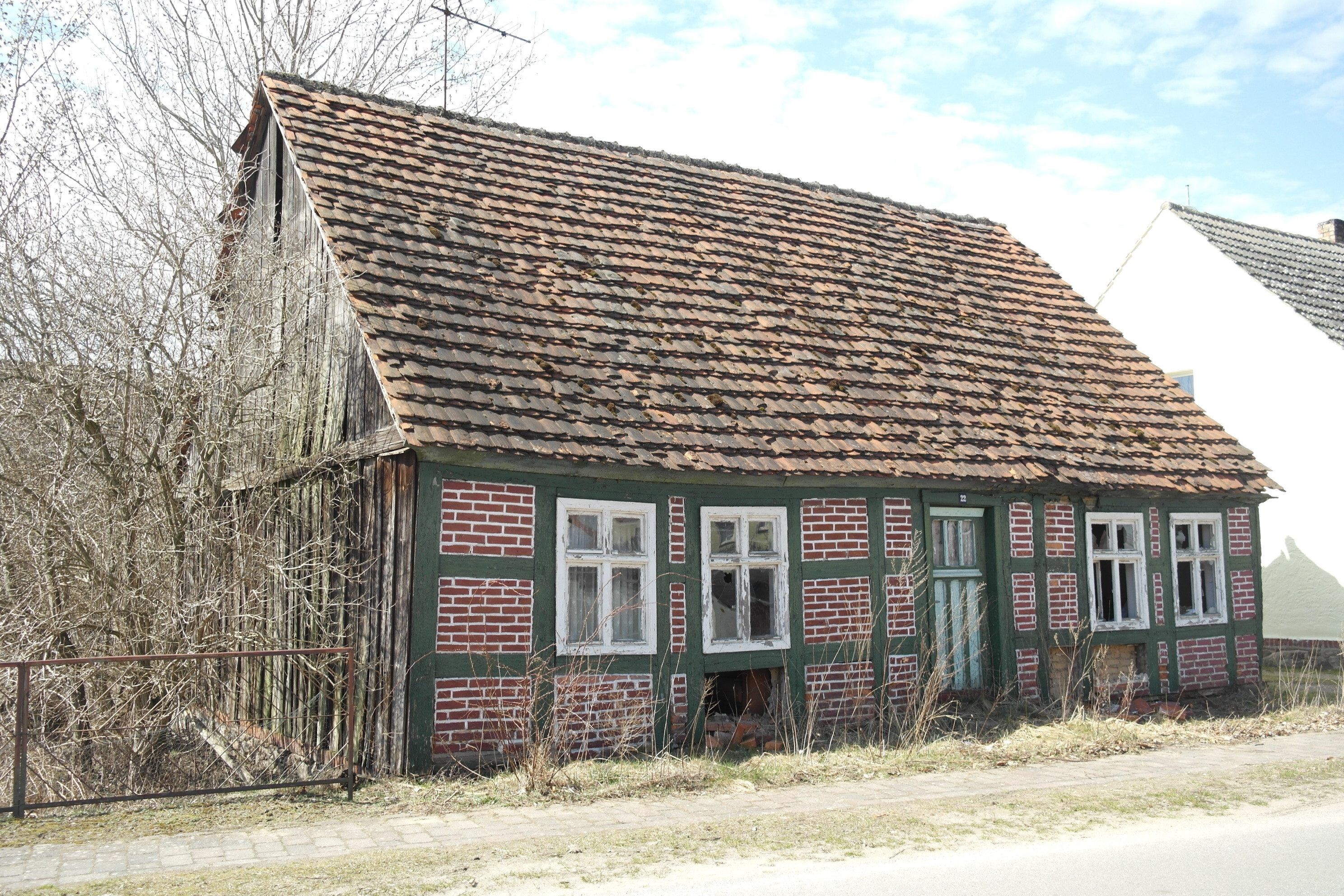
Denkmalgeschütztes Haus in Braunsberg, Dorfstr. 22

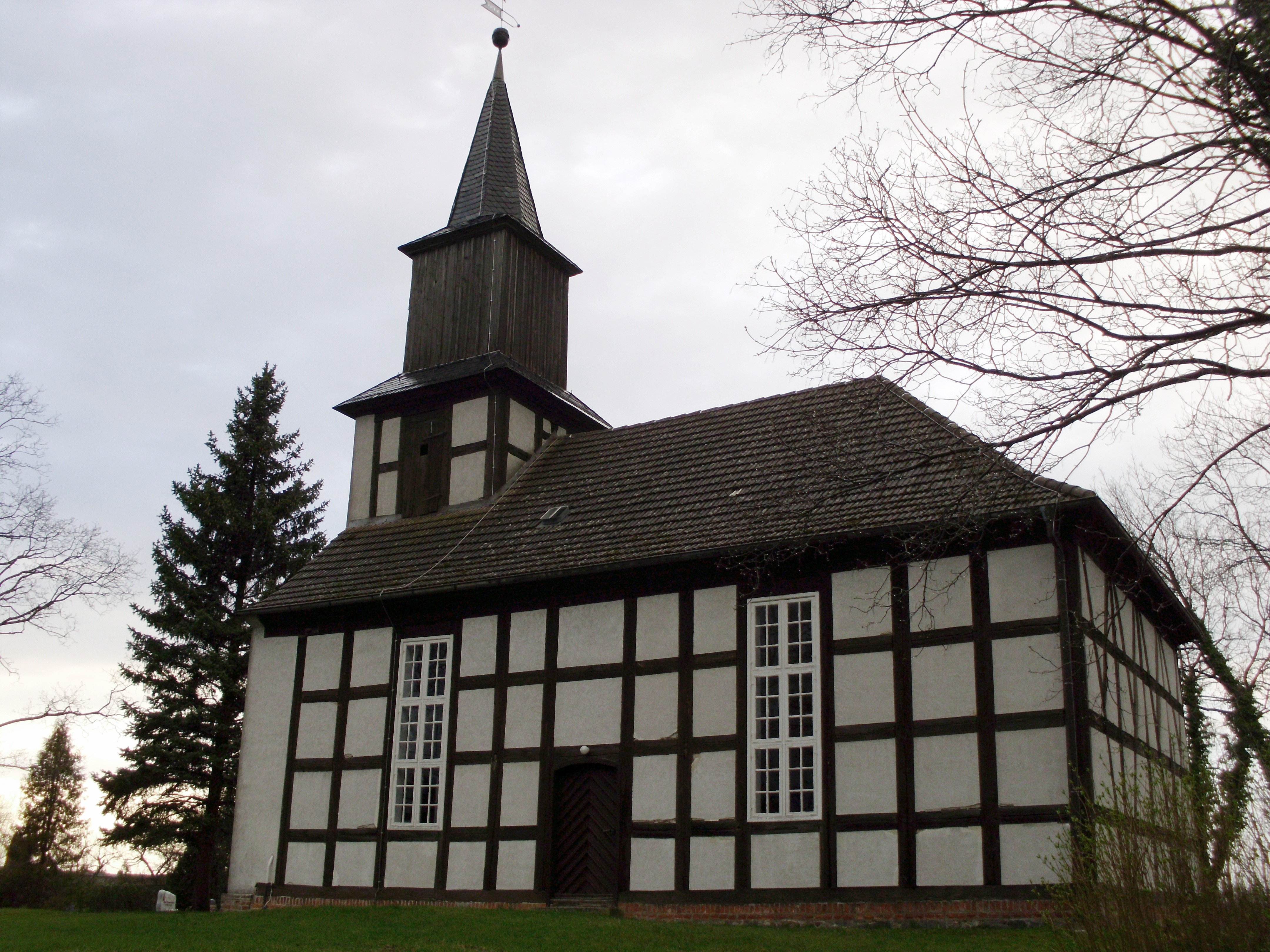
Dorfkirche Braunsberg

## Kommunale Zugehörigkeit
Mit der Bildung der Amtsbezirke 1874 in der Provinz Brandenburg wurde die Gemeinde Braunsberg dem Amtsbezirk 17 Linow zugewiesen, zusammen mit den Landgemeinden Kagar, Linow, Wallitz (mit dem Etablissement Uhlenberge und Kolonie Kunkelberg), Zühlen und Schwanow sowie den Gutsbezirken Möckern und Schwanow. Zum Amtsvorsteher wurde der Schulze Henning in Linow gewählt, zu seinem Stellvertreter Gutsbesitzer Krämer in Möckern.
Zum 26. Oktober 2003 wurde Braunsberg in die Stadt Rheinsberg eingemeindet. Seither ist Braunsberg ein Ortsteil der Stadt Rheinsberg.

## Denkmale
Die Denkmalliste des Landes Brandenburg für den Landkreis Ostprignitz-Ruppin führt folgende Baudenkmale:
- Nr. 09170245 Dorfstraße: Dorfkirche mit Einfriedung
- Nr. 09171255 Dorfstraße 22: Wohnhaus